# Gonsalvo da Lagos
Gonsalvo da Lagos (Lagos, 1360 circa – Torres Vedras, 15 ottobre 1422) è stato un religioso portoghese. Sacerdote dell'Ordine di Sant'Agostino, il suo culto come beato è stato confermato da papa Pio VI nel 1778.

## Biografia
Abbracciò la vita religiosa tra gli eremitani di Sant'Agostino a Lisbona: nonostante la sua dottrina, in spirito di umiltà, rifiutò il titolo di magister in teologia.
Fu un valido oratore e si dedicò particolarmente all'insegnamento del catechismo a poveri e bambini. Ricoprì la carica di priore di vari conventi, ma si distinse sempre per lo spirito di umiltà.

## Il culto
Morì in fama di santità e fu da subito oggetto di devozione popolare: nel Portogallo meridionale è invocato come protettore della gente di mare.
Papa Pio VI, con decreto del 2 maggio 1778, ne confermò il culto con il titolo di beato.
Il suo elogio si legge nel martirologio romano al 15 ottobre.